# Madison (hrabstwo Dane)
Madison – miejscowość w Stanach Zjednoczonych, w stanie Wisconsin, w hrabstwie Dane.